# لیپستاتین
لیپستاتین (به انگلیسی: Lipstatin) با فرمول شیمیایی C۲۹H۴۹NO۵ یک ترکیب شیمیایی با شناسه پاب‌کم ۹۸۰۵۶۵۱ است. که جرم مولی آن ۴۹۱٫۷۰۳ g/mol می‌باشد. 